# Ireneusz Recław
Ireneusz Recław (ur. 31 października 1960 w Kościerzynie  – zm. 4 lutego 2012) – polski matematyk zajmujący się teorią mnogości i jej zastosowaniami w teorii miary, topologii i teorii funkcji rzeczywistych; profesor Uniwersytetu Gdańskiego. Autor bądź współautor 37 artykułów naukowych. Udowodnił m.in., że każdy zbiór Łuzina jest niezdeterminowany w grze punktowo-otwartej, a także szereg innych wyników związanych z niezmiennikami kardynalnymi ideałów, w tym diagramem Cichonia.